# Szivárvány hadművelet (szíriai polgárháború)
A szivárvány hadművelet a szír hadsereg 2014 végétől 2015 tavaszáig tartó hadművelete volt a szíriai polgárháború idején, melyben a Hezbollah és más szövetségesek is támogatták őket. Előtte egy másik hadműveletben keletről elzárták Aleppót, és elérték annak északi részét. Az előzőhöz hasonlóan ennek a hadműveletnek is a főváros bekerítése és az utánpótlási vonalak elvágása volt a célja.

## A hadművelet

### Csata az északkeleti területekért
December 7-én a hadsereg elfoglalta a város egyik északkeleti külvárosát, Breij kerületét, és tovább haladt nyugatra al-Owayji és délre al-Enzarat felé. Másnap a hadsereg Handaratot körbe kerítette, a Hanano, Haydariya és Duwayr al-Jandul kerületekre kilátást biztosító Hajal és al-Majbal kerületeket pedig elfoglalta. Később a kormány erői behatoltak Baya’adeen kerületbe, és déli részén állásokat építettek ki.
December 11-én a kormány visszafoglalta az előző héten Berij déli részén elveszített kőfejtőt. Ezt elhagyva tovább haladtak délre, Hanano kerülete felé. A hadsereg forrásai szerint az elmúlt hét harcaiban legalább 60 felkelő halt meg. Másnap a hadsereg elfoglalta a Jandoul körforgalom melletti faüzemet, és állásokat létesített a Saraya Night Club közelében. A jelentések szerint estére a hadseregnek a Castelo úton lévő mindkét körforgalomhoz, Ba'edinben és Jandoulban is lövészeket telepítettek. roundabouts on the Castello Road.
December 14-én a hadsereg behatolt Mallah területére, amit aztán el is foglalt. Később megpróbálták megszerezni a Mallahtól nyugatra fekvő földeket, és ezzel ketté akarták vágni a Castello utat. kormányközel források szerint két órával később a hadsereg elfoglalta a közeli Mara’ashli Farmsot. A kormány erői tovább haladtak, és elfoglalták a Handarat városi kerület déli és nyugati részeit, és ezzel bekerítették a Castello útra néző Handarat hegyet. Aznao 34 felkelőt és 9 szír katonát öltek meg. Az előretörés hatására már csak pár száz méter választotta el a kormány erőit attól, hogy Aleppót teljesen körbe tudják keríteni. Másnap a csatában 14 felkelő vesztette életét, miközben a hadsereg elfoglalt egy olyan hegyet, ahonnét ellenőrizni lehetett a felkelők utánpótlási útvonalát.
December 17-én a Mallah környéki harcokban 16 katona esett el. Ebben az ütközetben a felkelők nyolc épületet szerzett meg, míg a hadsereg az Aghob-hegyet és Breij Fawaz részét foglalta vissza. Az Al-Arabiya arról számolt be, hogy a kormány katonái közel vannak a Handarat hegy visszafoglalásához, és ezzel végeznek a város megszerzésével, míg a kormányközeli Al-Masdar arról számolt be, hogy a katonák már az összes hegyet megszerezték a Castelo út környékén, és most a nagy körgyűrűre koncentrálnak. A hadsereg még aznap tovább haladt előre Handarat környékén, december 19-én pedig Handarat körzet egészét vagy részét megszerezték.
December 22-én a felkelők elfoglalták Handarat északi részén az ipari körzetet, de egy héttel később a hadsereg és a Hezbollah katonái ismét visszaszerezték. 2015. január 1-ig a szír erők 16 gyárat foglaltak el Shahelben, Handarat egyik részében.

### A felkelők ellentámadása
Január 5-én a felkelők visszafoglalták Brej Majbal (Sawmills) területét. Az ezt megelőző harcokban legalább 20 katona maradt hátra. Elfoglalták a Misat kőfejtő déli bejáratát, így a kormánynak északabbra vissza kellett húzódnia. Később a jelentések szerint a felkelők elfoglalták Manasher Breij területét, és megpróbálták irányításuk alá vonni azt a Brej-hegyet, ahonnét kontrollálni tudják az Aleppi Központi Börtönből Handaratba és Mallahba vezető katonai utánpótlási útvonalakat. Másnap elfoglalták az Akhdar mecsetet, egy almot és Brej Tawattor al-Aali kerületét.
Január 8-án a hadsereg és a szövetséges haderők ellentámadást indítottak az előző napokban elfoglalt területek visszaszerzésére.
Január 22-én a felkelők előre törtek Mallahban és Sifatban, két nappal később pedig fontos állásokat foglaltak el a Brej hegyen. Ezen kívül Brej környékén is foglaltak el területeket.
Február 3-án a felkelők kezére került a város északkeleti bejáratánál a Misat-hegy. Másnap azonban a hadsereg heves tűzharc árán visszavonulásra kényszerítette őket, és így visszavette az irányítást. A csata azután kezdődött, hogy a hajnali órákban több száz kormánykatona beszivárgott három faluba, Bashkuwiba, Ratianba és Hardatainbe, ahol bekerítették a felkelők állásait. A támadás 6 órakor kezdődött, és a hadsereg az NDF támogatásával fél óra alatt elfoglalta Hardataint, míg az ellenállók a másik két faluban még kitartottak. Ezek a falvak dél körül estek el, a hadsereg pedig blokkolta az Aleppóba vezető legfontosabb utánpótlási útvonalat. A SOHR szerint a hadsereg és a Hezbollah a harcban 36 civilt és 12 felkelőt mészárolt le. A hadsereg Ratianból tovább haladt Bayanoon felé. A két falu közötti úton tűzpárbajt kellett vívnia. Ugyanakkor a hadsereg magában Aleppóban is indított egy behatoló támadást, és Zahraa körzetben sok épületet elfoglalt. A harcok a Hardataintól nyugatra fekvő Ma'arastát is elérték. Dwer al-Zaytoun falut pedig elfoglalta a hadsereg. Ekkor a felkelők ellentámadásba lendültek, hogy visszaszerezzék az elvesztett területeiket, Így újabb harc tört ki Hardatainért. Ratian környékén még ekkor is folytatódtak az összecsapások. Az előrenyomulás következtében a kormányerők 4 kilométerre megközelítették Nubl és Zahraa városokat, melyeket a felkelők már csaknem két éve ostromoltak. Éjszaka 80 katona elérte a két várost. Az offenzíva hatására úgy tűnt, akár egy héten belül is bekeríthetik Aleppót.
Február 18-án kora reggel a felkelők visszafoglalták Ratiant vagy annak nagy részét, míg Bashkuwi és Hardatain környékén tovább folytak a harcok. Később katonai hírforrások arról számoltak be, hogy elfoglalták a Dwer al-Zaytountól keletre fekvő Kafr Tunaht. Másnap a felkelők foglalták el Hardatain nagy részét, de az összecsapások még folytatódtak. A kormányerőknek helikopterekkel szállították az utánpótlást. A harcok Ratian és Bashkuwi környékén és Dwer al-Zaytounban is folytatódtak.
A SOHR értesülései szerint február 28-án a felkelők megszerezték Mallah környékét, de ezalatt tovább vívták a harcokat Bashkuwi, Ratian és Hardatain szomszédságában. Az Al Mayadeen szerint még mindig a hadsereg uralja a területet, a felkelők a 48 farm közül csak kettőt tudtak megszerezni. A későbbi SOHR-jelentések hevesebb mallahi harcokról szóltak. Estére a felkelők megerősítették a pozícióikat Hardatainban. Február 21-én Elijah J. Magnier megerősítette, hogy Bashkuy kivételével az összes falut visszafoglalták a felkelők. Ugyanakkor a hadsereg arra készült, hogy még több katonát vet be a csatában. Ugyanakkor azzal, hogy Hamából Aleppótól délre küldött katonákat, ott is aktiválódott egy fontvonal.
A hadsereg elfoglalta a Khanesser területen fekvő Al-Qalba’at falut és az Azzan-hegy mellett fekvő Zaytuni Csirkefarm számos épületét.
Az Aleppótól északra zajló négynapos csatában 152 katona és 131 felkelő halt meg, míg 67 katona és 40 felkelő esett fogságba.

### A felkelők támadása Handaratban
Március 9-én az ellenzéki erők támadást indítottak az Aleppótól északra fekvő Handarat ellen. Azt akarták kihasználni, hogy a februári harcok után a kormányzati hadseregben rendfokozati nézeteltérések alakultak ki. A falut a jelentések szerint igen hamar el is foglalták. Később ellenzéki források pontosították, hogy a falunak csak 40-50%-a van a felkelők kezén, és Handarat északi részében még mindig a hadseregé az ellenőrző szerep. A hadsereg egyik forrása szerint még mindig övék a falu 80%-a.
Március 18-án, majdnem 10 napnyi harc után a hadsereg kiűzte a felkelőket Handaratból és helyreállította a falu védelmét. Ezután visszavonták a seregeket az északra fekvő Mallahi farmok felé. Az egyik katonai forrás szerint az előző két hétben Handaratban és Bashkuyban 76 kormányzati katonát és 304 felkelőt öltek meg. Másnap a kormányerők visszaszerezték a Mallah-hegyet és néhány farmot Handarat körül. Ezeken felül az övéké lettek a Halabi Farmok és a Handarattól nyugatra fekvő Nuqat al-Isamat.
Március 20-án a híradások szerint a hadsereg visszafoglalta a Halabi Farmoktól nyugatra fekvő Al-Ghannam Farmokat.
Március 23-án, miután az al-Nusra Front egyik öngyilkos török merénylője felrobbantotta magát Dwer al-Zaytoun és Bashkuy környékén, elharapództak a harcok. A felkelők Dwer al-Zaytoun környékén előre tudtak törni.
Március végére kifulladtak a kormányzati erők támadásai.